# Comuna Galda de Jos, Alba
Galda de Jos (în maghiară: Alsógáld, în germană: Unterhanenberg) este o comună în județul Alba, Transilvania, România, formată din satele Benic, Cetea, Galda de Jos (reședința), Galda de Sus, Lupșeni, Măgura, Mesentea, Oiejdea, Poiana Galdei, Răicani și Zăgriș.

## Demografie
Componența etnică a comunei Galda de Jos
     Români (86,99%)
     Maghiari (6,36%)
     Alte etnii (0,82%)
     Necunoscută (5,83%)
Componența confesională a comunei Galda de Jos
     Ortodocși (85,34%)
     Reformați (6,54%)
     Alte religii (1,58%)
     Necunoscută (6,54%)
Conform recensământului efectuat în 2021, populația comunei Galda de Jos se ridică la 4.373 de locuitori, în scădere față de recensământul anterior din 2011, când fuseseră înregistrați 4.516 locuitori. Majoritatea locuitorilor sunt români (86,99%), cu o minoritate de maghiari (6,36%), iar pentru 5,83% nu se cunoaște apartenența etnică. Din punct de vedere confesional, majoritatea locuitorilor sunt ortodocși (85,34%), cu o minoritate de reformați (6,54%), iar pentru 6,54% nu se cunoaște apartenența confesională.

## Politică și administrație
Comuna Galda de Jos este administrată de un primar și un consiliu local compus din 13 consilieri. Primarul, Ioan Neag[*], de la Partidul Național Liberal, este în funcție din 1 noiembrie 2024. Începând cu alegerile locale din 2024, consiliul local are următoarea componență pe partide politice:
|  | Partid                          | Consilieri | Componența Consiliului | Componența Consiliului | Componența Consiliului | Componența Consiliului | Componența Consiliului | Componența Consiliului |
|  | ------------------------------- | ---------- | ---------------------- | ---------------------- | ---------------------- | ---------------------- | ---------------------- | ---------------------- |
|  | Partidul Național Liberal       | 6          |                        |                        |                        |                        |                        |                        |
|  | Alianța Dreapta Unită           | 4          |                        |                        |                        |                        |                        |                        |
|  | Partidul Social Democrat        | 2          |                        |                        |                        |                        |                        |                        |
|  | Alianța pentru Unirea Românilor | 1          |                        |                        |                        |                        |                        |                        |

## Monumente
- Biserica "Nașterea Mariei" din satul Galda de Jos, construcție 1715
- Rezervația naturală "Cheile Văii Cetății", satul Galda de Jos (10 ha)
- Rezervația naturală "Cheile Gâlzii" (1 ha)
- Rezervația naturală "Bulzul Gâlzii" (3 ha)
- Biserica medievală din Benic, construcție din secolul al XIII-lea (ruine)
- Monumentul Eroilor din satul Cetea
- Monumentul Eroilor din satul Mesentea

## Personalități născute aici
- Sorin Anca (n. 1972), artist plastic.

## Vezi și
- Biserica Sfinții Arhangheli din Galda de Sus
- Biserica „Nașterea Maicii Domnului” din Galda de Jos
- Trascău (sit de importanță comunitară inclus în rețeaua ecologică europeană Natura 2000 în România) și Munții Trascăului (arie de protecție specială avifaunistică (sit SPA).